# Manufacture d'armes de Châtellerault
 (décembre 2018).
La manufacture d'armes de Châtellerault, surnommée la Manu, est une entreprise d'armement française située à Châtellerault, créée en 1819 et disparue en 1968, dont le site a été transformé en quartier à vocation culturelle.

## Histoire
Implantée sur ordonnance royale le 14 juillet 1819, véritable poumon industriel de Châtellerault aux XIXe et XXe siècles, la Manufacture d'armes a, pendant 150 ans, marqué la ville et sa population. De 34 ouvriers en 1819, elle en compte près de 8 000 un siècle plus tard, surnommés les « Manuchards » durant la Première Guerre mondiale.
L'origine de la manufacture remonte à la fermeture de celles situées dans le Nord et le Nord-Est de la France. À la suite des guerres napoléoniennes et à l'envahissement d'une partie de la France à cette époque, ces établissements sont en effet jugés trop près des frontières, dans des endroits sensibles et stratégiques. Sont ainsi fermées les manufactures de Maubeuge et Charleville pour les armes à feu, et de Klingenthal pour les armes blanches en 1836, la dernière située près des frontières étant celle de Mutzig, fermée en 1870.
Le site de Châtellerault, dans le Centre-Ouest du pays, n'est donc pas le fruit du hasard. La manufacture est établie au bord de la Vienne pour capter l'énergie motrice de la rivière.
Elle ferme ses portes en 1968.

### Les différentes fabrications
Sa vocation première est la fabrication d'armes blanches, mais elle se met aussi à partir de 1830 à fabriquer des armes à feu, dont le célèbre fusil Chassepot utilisé pendant le conflit de 1870, ainsi que le Lebel Mod. 86M93 tout aussi réputé, mais utilisé cette fois pendant la Première Guerre mondiale. Il est même élaboré le frein hydraulique du canon de 75 mm, nécessitant un usinage des plus délicats, utilisé pendant la Première Guerre mondiale. À la suite de cette guerre, l’armée française veut se moderniser car elle possède un matériel partiellement dépassé. Le fusil-mitrailleur Chauchat n’étant pas très facile à armer et victime d'un enrayement fréquent, elle commence donc à changer ses fusils et mitrailleuses. La manufacture d'armes de Châtellerault produit à partir de 1924 le fusil-mitrailleur MAC 24/29. Les armes commandées par la Russie à la France au cours des années précédant la première guerre mondiale, supervisées par le grand-duc Nicolas, sont fabriquées par cette manufacture.

### Reconversion de la Manu

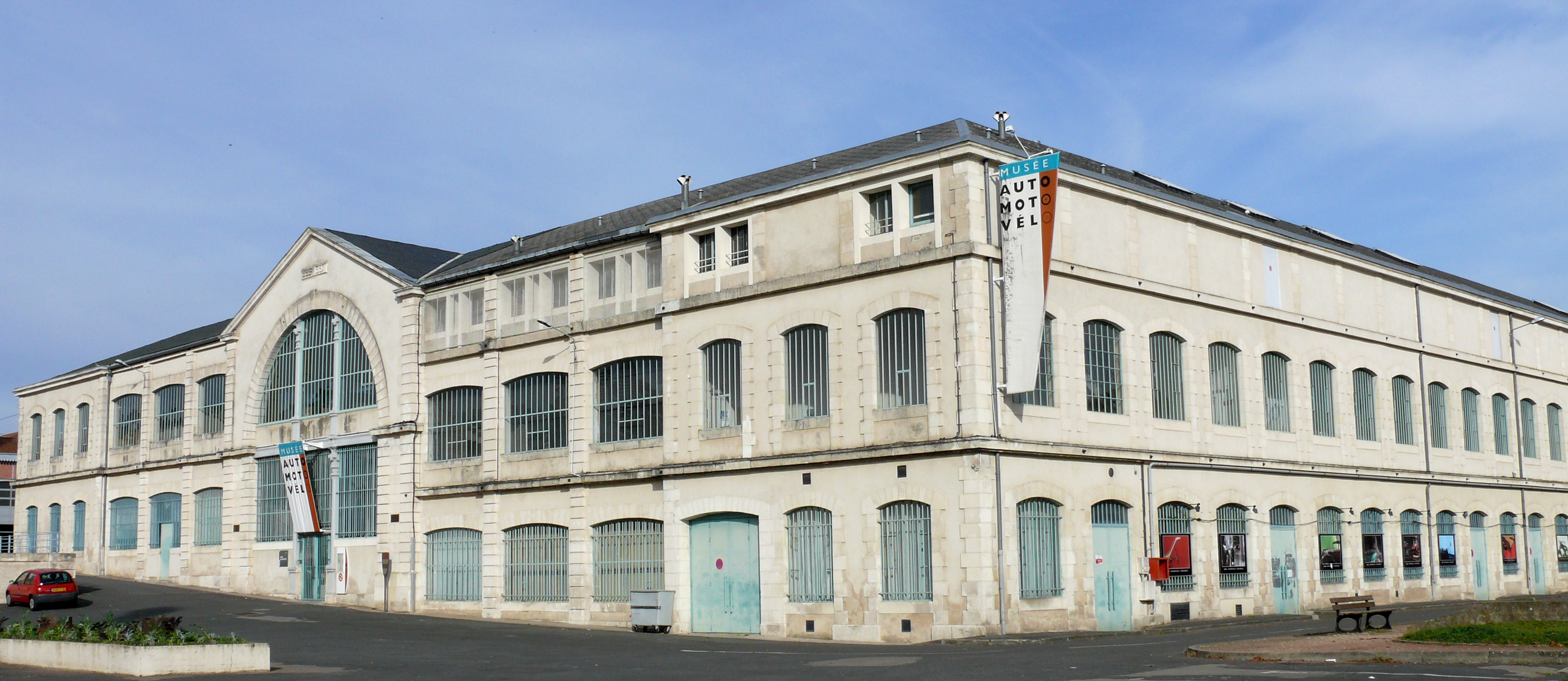
Grand Atelier (1867-1868), aujourd'hui musée.

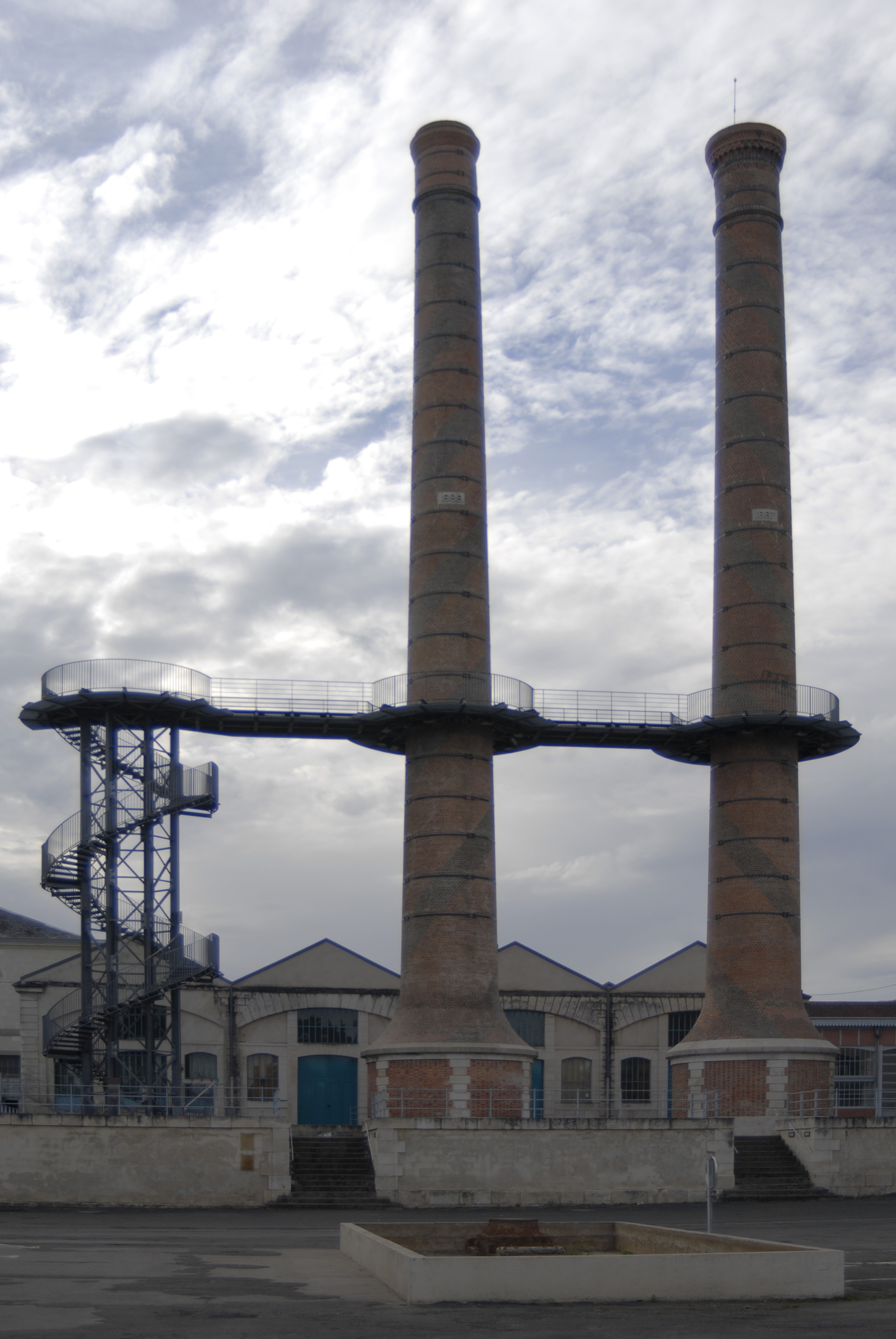
Cheminées de l'ancienne manufacture, devenues les tours Vilmouth.

À partir des années 1970, la ville de Châtellerault rachète le site de la « Manu » puis lance un programme de reconversion à dominante culturelle. 
Différents équipements sont ainsi aménagés dans la plupart des bâtiments conservés. Le site regroupe notamment aujourd'hui :
- une patinoire (rénovée en 2014 et nommée « La Forge ») ;
- le « Grand Atelier », musée d'art et d'industrie : musée Auto Moto Vélo enrichi depuis 2019 avec un espace sur la manufacture d'armes et un espace sur le cabaret du Chat noir de Rodolphe Salis ;
- les « 2 Tours » ou « tours Vilmouth » : œuvre de 1994 de Jean-Luc Vilmouth, plateforme à 18 mètres de hauteur construite sur deux anciennes cheminées et servant de panorama sur la ville ;
- le Centre des archives de l'armement (CAA) ;
- l'École nationale de cirque ;
- le Conservatoire à rayonnement départemental de Châtellerault ;
- plusieurs salles de sport ;
- un skate park.